# Planet Punk
Planet Punk je šesté studiové album německé punkrockové kapely Die Ärzte. Bylo vydáno 18. září 1995.

## Seznam skladeb
1. „Super drei“ (Rodrigo González, Farin Urlaub/Rodrigo González, Bela B., Farin Urlaub) – 2:15
2. „Schunder-Song“ (Farin Urlaub) – 3:06
3. „Hurra“ (Farin Urlaub) – 3:26
4. „Geh mit mir“ (Bela B.) – 2:29
5. „Langweilig“ (Farin Urlaub) – 3:07
6. „Mein Freund Michael“ (Farin Urlaub) – 3:38
7. „Rod ♥ You“ (Bela B., Rodrigo González) – 3:26
8. „Der Misanthrop“ (Farin Urlaub) – 3:22
9. „Vermissen, Baby“ (Rodrigo González/Bela B.) – 3:37
10. „Nazareth“ (Bela B.) – 4:20
11. „Meine Ex(plodierte Freundin)“ (Farin Urlaub) – 3:39
12. „Die Banane“ (Bela B., Rodrigo González/Bela B.) – 4:33
13. „B.S.L.“ (Farin Urlaub) – 2:35
14. „Die traurige Ballade von Susi Spakowski“ (Bela B.) – 4:01
15. „Red mit mir“ (Farin Urlaub) – 3:58
16. „Trick 17 m.S.“ (Farin Urlaub) – 3:04
17. „Opfer“ (Farin Urlaub) – 3:01

## Obsazení
- Farin Urlaub – kytara, baskytara, zpěv
- Bela B. – bicí, zpěv
- Rodrigo González – baskytara, kytara, zpěv